# 마르코 라제티치
마르코 라제티치(세르비아어: Марко Лазетић, Marko Lazetić, 2004년 1월 22일 ~ )는 세르비아의 축구 선수이다. 그의 포지션은 공격수로, 현재 스코티시 프리미어십의 애버딘에서 활약하고 있다.

## 클럽 경력
2020년 11월 29일, 라제티치는 16세 10개월의 나이로 라드와의 경기에서 76분에 리치먼드 부아치와 교체 투입되어 레드 스타 베오그라드 소속으로 데뷔전을 치렀다. 홈에서 열린 이 경기는 레드 스타의 3-0 승리로 끝났다.
2022년 1월 27일, 라제티치는 18세 생일을 맞은 지 5일 만에 €4M에 달하는 이적료로 세리에 A의 밀란으로 이적했으며 2026년 6월까지 계약을 맺었다. 그는 등번호 22번을 배정받았으며 1군 선수단에 이름을 올렸다. 4월 19일, 그는 지역 라이벌 인테르나치오날레와의 코파 이탈리아 경기에서 86분에 교체 투입되어 1군 데뷔전을 치렀다.
2022년 5월 22일, 세리에 A 시즌 마지막 경기에서 밀란이 스쿠데토를 차지하자 그는 리그 경기에 출전하지 않았음에도 불구하고 우승 메달을 받았다. 2022년 11월 8일, 라제티치는 0-0으로 비긴 크레모네세와의 원정 경기에서 세리에 A 데뷔전을 치렀다.
2023년 2월 3일, 라제티치는 오스트리아 분데스리가의 라인도르프 알타흐로 6개월 임대 이적했다.
2023년 8월 24일, 라제티치는 에레디비시의 포르튀나 시타르트로 한 시즌 동안 임대되었다.

## 사생활
라제티치는 전 축구 선수 니콜라 라제티치와 자르코 라제티치의 조카이다.

## 수상 내역
밀란
- 세리에 A: 2021–22

레드 스타 베오그라드
- 세르비아 수페르리가: 2021–22